# Banjarmulya
Banjarmulya is plaats en een bestuurslaag in het onderdistrict Pemalang in het regentschap Pemalang van de Indonesische provincie Midden-Java. Banjarmulya telt 8064 inwoners (volkstelling 2010).
Binnen Banjarmulya liggen dorpen en gehuchten zoals Sumberharjo (Soemberharjo / Soember-Hardjo) en Lobongkok. In het noorden van Banjarmulya, bij de grens met de plaats Tambakrejo (kelurahan) staan de resten van een suikerfabriek (Pabrik Gula Sumberharjo). Bij Lobongkok ligt een brug over de grensrivier Kali Rambut, tussen de regentschappen Tegal en Pemalang.

## Suikerfabriek Sumberharjo
De suikerfabriek Sumberharjo is rond 1912 opgestart. Na 1935 wordt er samengewerkt met de suikerfabriek Kemantran. Direct na de oorlog zijn ze begonnen om de fabriek weer functioneel te maken. Hierbij werden ze in de nacht van 12 op 13 maart 1949 gehinderd door een aanval van onder ander de T.N.I. (Indonesisch Nationaal Leger). In 1950 is de fabriek weer in gebruik genomen.

Suikerfabriek Soember Hardjo bij Pemalang (circa 1920)
Waterpompstation met pijpleiding naar het waterreservoir bij de suikerfabriek
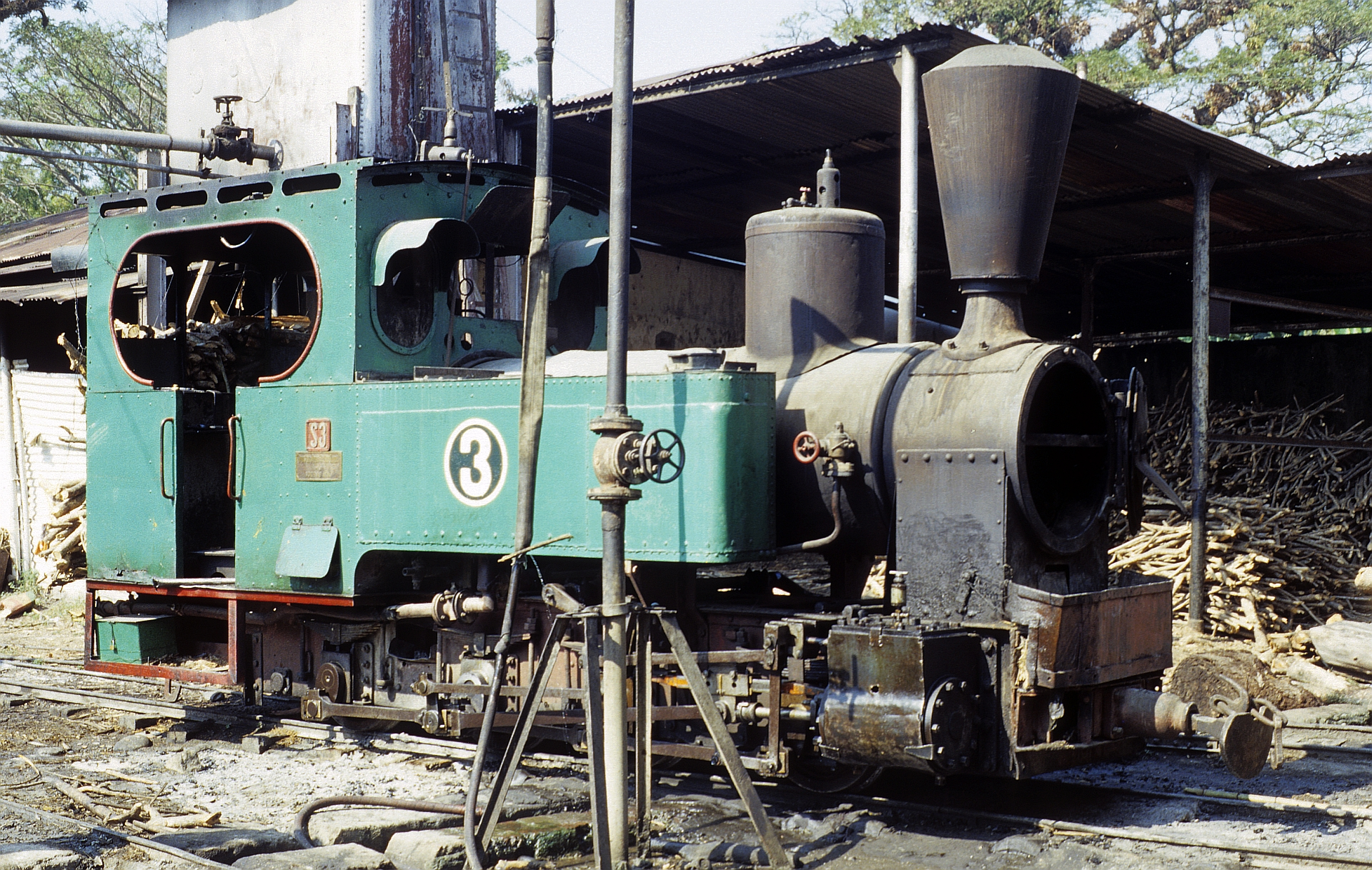
Stoomlocomotief waar juli 2009 aan wordt gewerkt, in de oude fabriek staan opgeknapte locomotieven

## De brug bij Lobongkok was juli 1947 vernield

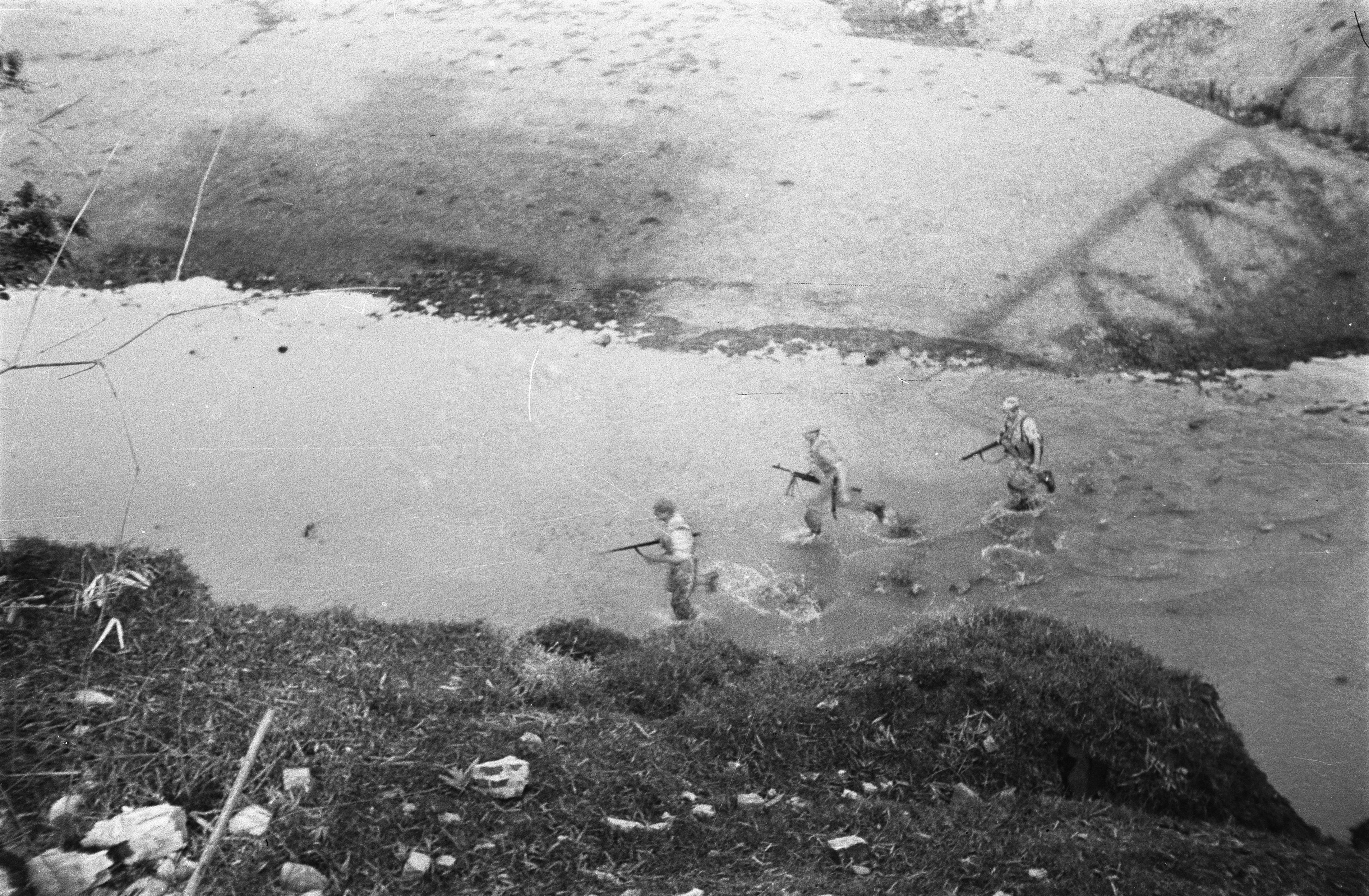
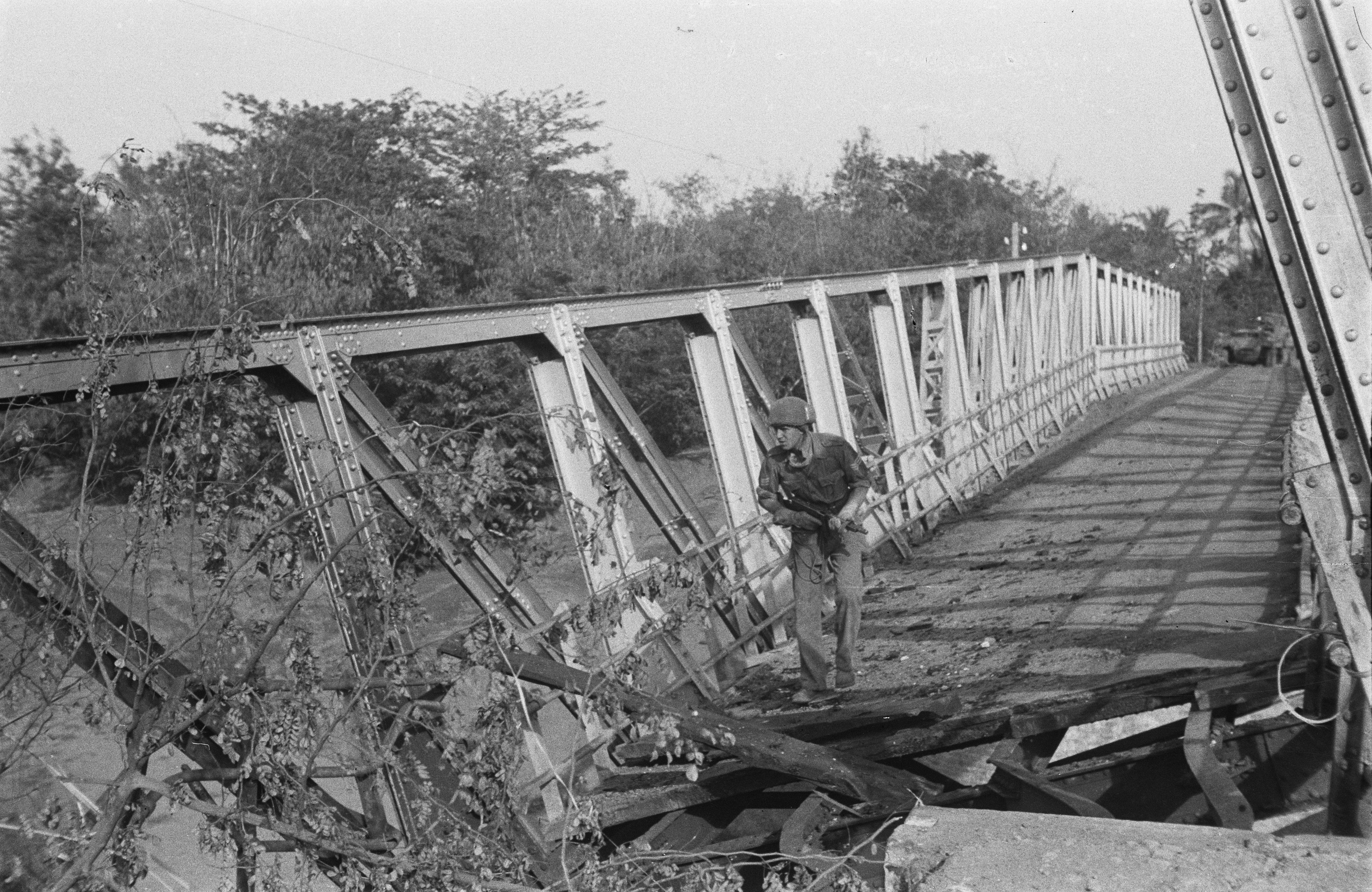